# (717) Wisibada
Pour les articles homonymes, voir Wiesbaden (homonymie).
(717) Wisibada est un astéroïde de la ceinture principale découvert le 26 août 1911 par l'astronome allemand Franz Kaiser. Il fut nommé d’après la ville de Wiesbaden. Sa désignation provisoire était 1911 MJ.